# Тхајнинг
Тхајнинг (њем. Thaining) општина је у њемачкој савезној држави Баварска. Једно је од 31 општинског средишта округа Ландсберг ам Лех. Према процјени из 2010. у општини је живјело 906 становника. Посједује регионалну шифру (AGS) 9181142.

## Географски и демографски подаци
Тхајнинг се налази у савезној држави Баварска у округу Ландсберг ам Лех. Општина се налази на надморској висини од 692 метра. Површина општине износи 8,7 km². У самом мјесту је, према процјени из 2010. године, живјело 906 становника. Просјечна густина становништва износи 104 становника/km².